# Mazagão AC
Mazagão AC is een Braziliaanse voetbalclub uit de stad Mazagão, in de staat Amapá.

## Geschiedenis
De club werd in 1979. Van 1999 tot 2002 speelde de club in de hoogste klasse van het Campeonato Amapaense en werd in 2000 vicekampioen achter Santos. Na een paar jaar onderbreking speelde de club opnieuw in de hoogste klasse van 2008 tot 2009 en een laatste keer in 2011.